# Liste der Schellackplatten von Lester Young

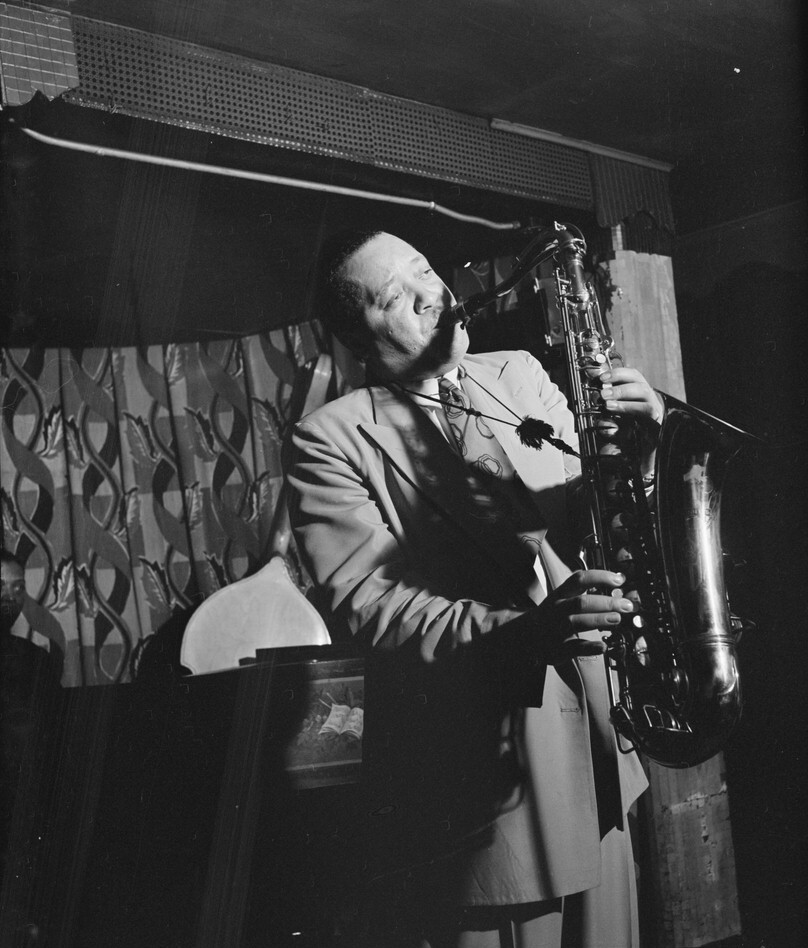
Lester Young, Auftritt im New Yorker Famous Door, ca. 1946

In der Liste der Schellackplatten von Lester Young sind alle Stücke des Musikers aufgenommen, die er zwischen 1938 (I Know That You Know) und 1954 (I’m in the Mood for Love) unter eigenem Namen als 78er-Schallplatten für die Label Aladdin/Philo, Clef/Norgran, Keynote, Mercury, Savoy und Vanguard eingespielt hat. Darin eingeschlossen sind auch die Veröffentlichungen der Kansas City Five für Commodore Records und der Jazz-at-the-Philharmonic-Konzerte mit Lester Young, nicht jedoch dessen Sideman-Aufnahmen, wie etwa mit den Metronome All-Stars sowie mit Una Mae Carlisle, Helen Humes, Billie Holiday, Teddy Wilson, Johnny Guarnieri und die Bigband-Aufnahmen des Count Basie Orchestra von 1936 bis 1940 (siehe Liste der Top-30-Schellackplatten des Count Basie Orchestra). Eine Übersicht seiner Langspielplatten befindet sich im Hauptartikel.
| Titel, Komponist(en) A-Seite                                                    | Titel, Komponist(en) B-Seite                                       | Musiklabel Katalog-Nr.     | Datum der Aufnahme | Anmerkungen |
| ------------------------------------------------------------------------------- | ------------------------------------------------------------------ | -------------------------- | ------------------ | --- |
| I Know That You Know (Vincent Youmans – Anne Caldwell)                          | Laughing at Life (Kenny, Todd)                                     | Commodore 510              | 18. März 1938      | The Kansas City Five, mit Lester Young, Eddie Durham, Freddie Green, Jo Jones, Walter Page |
| Them There Eyes (Maceo Pinkard – Doris Tauber – William G. Tracey)              | Good Morning Blues (Eddie Durham)                                  | Commodore 511              | 18. März 1938      | The Kansas City Five & Six, mit Lester Young, Eddie Durham, Freddie Green, Jo Jones, Walter Page, Buck Clayton Lester Young ist in Them There Eyes abermals als Klarinettist zu hören, Gitarrist Freddie Green hat einen seltenen Auftritt als Sänger. |
| Countless Blues (Ad Lib Jump Blues)                                             | I Want a Little Girl (Moll, Mencher)                               | Commodore 509              | 28. Sep. 1938      | The Kansas City Six mit Eddie Durham, Buck Clayton, Freddie Green, Joe Jones, Walter Paige (Sic!) |
| Pagin’ the Devil                                                                | Way Down Yonder in New Orleans (Creamer – Layton)                  | Commodore 512              | 28. Sep. 1938      | The Kansas City Six, mit Eddie Durham, Buck Clayton, Freddie Green, Jo Jones, Walter Page. Es war eine frühe Studioaufnahme mit Young als Klarinettist, gleichzeitig einer der frühesten Sessions mit einer elektrisch verstärkten Gitarre. |
| Dickie’s Dream                                                                  | Lester Leaps In (Young)                                            | Vocalion 5118              | 5. Sep. 1939       | Count Basie’s Kansas City Seven, mit Young, Basie, Buck Clayton, Dickie Wells, Freddie Green, Walter Page, Jo Jones. Youngs Komposition Lester Leaps In basierte auf Gershwins Standard I Got Rhythm, der zehn Jahre zuvor entstanden war. Der Song, beginnend als Head Arrangement, war lange Jahre im Repertoire der Basie-Band.                                                                           |
| Indiana (Hanley – McDonald)                                                     | I Can’t Get Started (Vernon Duke – Ira Gershwin)                   | Vanguard Records 1000/1001 | 15. Juli 1942      | Von Norman Granz in Los Angeles produzierte Session mit Young, Nat Cole und Red Callender. Lester Youngs Einspielung vom Juli 1942 war als ein letzter Gruß an den kurz zuvor verstorbenen Bunny Berigan gemeint. Young hatte den Song bereits 1938 mit Billie Holiday aufgenommen. Sein intensive Interpretation des Standards beeinflusste das Balladenspiel späterer Musiker wie Stan Getz und Zoot Sims. |
| Tea for Two (Vincent Youmans – Irving Caesar)                                   | Body and Soul (Green, Heyman, Sour, Eyton)                         | Vanguard 1002, 1003        | 15. Juli 1942      | mit Young, Nat Cole und Red Callender. |
| I Never Knew (Ted Fiorito – Gus Kahn)                                           | Just You, Just Me (Raymond Klages – Jesse Greer)                   | Keynote 603                | 28. Dez. 1943      | Lester Young Quartet mit Johnny Guarnieri, Sidney Catlett, Slam Stewart |
| Afternoon of a Basie-ite (trad.)                                                | Sometimes I’m Happy (Youmans, Caesar)                              | Keynote Records 604        | 28. Dez. 1943      | Lester Young Quartet mit Johnny Guarnieri, Sidney Catlett, Slam Stewart |
| After Theatre Jump (Dickie Wells)                                               | Lester Leaps In (Young)                                            | Keynote K 1302             | 22. März 1944      | Kansas City Seven, mit Buck Clayton (1), Dickie Wells (1), Lester Young, Count Basie, Freddie Green, Rodney Richardson, Jo Jones |
| Six Cats and a Prince (Buck Clayton)                                            | Destination K.C. (Buck Clayton)                                    | Keynote K 1303             | 22. März 1944      | Kansas City Seven, mit Buck Clayton (1), Dicky Wells (1), Lester Young, Count Basie, Freddie Green, Rodney Richardson, Jo Jones |
| I Got Rhythm (Gershwin)                                                         | Jo-Jo (Young)                                                      | Commodore 955              | 28. März 1944      | Kansas City Six, mit Lester Young, Bill Coleman, Joe Bushkin, John Simmons, Jo Jones |
| Four O’Clock Drag (Milt Gabler)                                                 | Three Little Words (Bert Kalmar, Harry Ruby)                       | Commodore 7539             | 28. März 1944      | Kansas City Six, mit Lester Young, Bill Coleman, Dickie Wells, Joe Bushkin, John Simmons, Jo Jones |
| I Don’t Stand a Ghost of a Chance (Victor Young – Bing Crosby – Ned Washington) | Lester’s Savoy Jump (Jump, Lester Jump) (Young)                    | Savoy 535 bzw. 551         | 1. Mai 1944        | Young mit Count Basie, Freddie Green, Rodney Richardson, Shadow Wilson. |
| Lester’s Blues (Blue Lester) (Young)                                            | Indiana (Hanley – McDonald)                                        | Savoy 581                  | 1. Mai 1944        | Young mit Count Basie, Freddie Green, Rodney Richardson, Shadow Wilson. Die vier Titel der ersten Savoy-Session am 1. Mai (Blue Lester, Ghost of a Chance, Indiana und Jump, Lester, Jump) wurden von Savoy als 78er in verschiedenen Zusammenstellungen veröffentlicht. |
| Lester’s Blues (Blue Lester) (Young)                                            | Jump, Lester, Jump (Young)                                         | Savoy 667                  | 1. Mai 1944        | Young mit Count Basie, Freddie Green, Rodney Richardson, Shadow Wilson. |
| I Don’t Stand a Ghost Of a Chance (Young – Crosby – Washington)                 | Back Home Again in Indiana (Hanley – McDonald)                     | Savoy 676                  | 1. Mai 1944        | Young mit Count Basie, Freddie Green, Rodney Richardson, Shadow Wilson. |
| Three Little Words (Harry Ruby – Bert Kalmar)                                   | Neenah (Young)                                                     | Mercury 8934               | 26. Okt. 1944      | mit Bill Clark, Joe Shulman, John Lewis (Pianist) |
| Lester Blows Again (Young)                                                      | D.B. Blues (Young/King Pleasure)                                   | Philo Records P 122        | Dez. 1945          | Young mit Vic Dickenson, Dodo Marmarosa, Red Callender und Henry Tucker. |
| These Foolish Things (Morell – Stachey – Link)                                  | Jumpin’ at Mesner’s (Young)                                        | Philo P 124                | Dez. 1945          | Young mit Vic Dickenson, Dodo Marmarosa, Red Callender und Henry Tucker. Die Session wurde von Norman Granz produziert. |
| It’s Only a Paper Moon (Harold Arlen – E. Y. Harburg – Billy Rose)              | After You’ve Gone (Harry Creamer – Turner Layton)                  | Aladdin 127                | Jan. 1946          | mit Willie Smith, Howard McGhee, Vic Dickenson, Wesley Jones, Curtis Counce, Johnny Otis; Los Angeles, produziert von Norman Granz |
| Lover Come Back to Me (Sigmund Romberg – Oscar Hammerstein II)                  | Jammin’ with Lester (Young)                                        | Aladdin 128                | Jan. 1946          | mit Willie Smith, Howard McGhee, Vic Dickenson, Wesley Jones, Curtis Counce, Johnny Otis. |
| Back to the Land (Young)                                                        | I’ve Found a New Baby (Jack Palmer – Spencer Williams)             | Clef 11048                 | Apr. 1946          | mit Nat Cole und Buddy Rich. Radio Recorders, Hollywood, März–April 1946. |
| I Cover the Waterfront (Johnny Green – Edward Heyman)                           | Somebody Loves Me                                                  | Clef 11049                 | Apr. 1946          | mit Nat Cole und Buddy Rich. Radio Recorders, Hollywood. |
| JATP Blues Part 1                                                               | JATP BLues Part 2                                                  | Clef 101                   | 22. Apr. 1946      | Jazz at the Philharmonic mit Buck Clayton, Charlie Parker, Coleman Hawkins, Lester Young, Kenny Kersey, Billy Hadnott, Buddy Rich. |
| JATP Blues Part 3                                                               | JATP BLues Part 4                                                  | Clef 102                   | 22. Apr. 1946      | JATP mit Buck Clayton, Charlie Parker, Coleman Hawkins, Lester Young, Kenny Kersey, Billy Hadnott, Buddy Rich. |
| Slow Drag, Pt. 1                                                                | Slow Drag, Pt. 2                                                   | Clef 103                   | 22. Apr. 1946      | JATP mit Buck Clayton, Charlie Parker, Coleman Hawkins, Lester Young, Kenny Kersey, Billy Hadnott, Buddy Rich. |
| You’re Driving Me Crazy (Walter Donaldson)                                      | New Lester Leaps In (Young)                                        | Aladdin 137                | Aug. 1946          | Lester Young and His band, mit Joe Albany, Irving Ashby, Red Callender, Forest Hamilton (Sic); Los Angeles |
| Lester’s Be Bop Boogie (Young)                                                  | She’s Funny That Way (Charles N. Daniels – Richard A. Whiting)     | Aladdin 138                | Aug. 1946          | Young mit Joe Albany, Irving Ashby, Red Callender, Chico Hamilton. |
| Sunday (Ned Miller, Bennie Krueger, Chester Cohn, Jule Styne)                   | S.M. Blues (Young)                                                 | Aladdin 162                | Okt. 1946          | Lester Young and His Sextet mit Shorty McConnell, Argonne Thornton, Fred Lacey, Rodney Richardson, Lyndell Marshall, Chicago. |
| Jumpin’ With Symphony Sid (Young)                                               | No Eyes Blues (Young)                                              | Aladdin 1963               | Okt. 1946          | mit Shorty McConnell, Argonne Thornton, Fred Lacey, Rodney Richardson, Lyndell Marshall, Chicago. |
| Sax-O-Be-Bop (Young)                                                            | On the Sunny Side of the Street (Jimmy McHugh – Dorothy Fields)    | Aladdin 164                | Okt. 1946          | mit Shorty McConnell, Argonne Thornton, Fred Lacey, Rodney Richardson, Lyndell Marshall, Chicago. |
| One O’Clock Jump (Basie)                                                        | Jumpin’ at the Woodside (Basie)                                    | Aladdin 200                | 18. Feb. 1947      | Lester Young and His Sextet, mit Shorty McConnell, Argonne Thornton, Fred Lacey, Ted Briscoe, Roy Haynes. Los Angeles, Raadio Records Studio. |
| Movin’ With Lester (Young)                                                      | Lester Smooths It Out (Young)                                      | Aladdin 3257               | 18. Feb. 1947      | mit Shorty McConnell, Argonne Thornton, Fred Lacey, Ted Briscoe, Roy Haynes. |
| Easy Does It (Sy Oliver – Trummy Young)                                         | Confessin’ (Ellis Reynolds – Doc Daugherty – Al J. Neiburg)        | Aladdin 212                | 18. Feb. 1947      | mit Shorty McConnell, Argonne Thornton, Fred Lacey, Ted Briscoe, Roy Haynes. Confessin entstand bei der folgenden Session in New York. |
| Lester Smooth It Out (Young)                                                    | Just Cooling (Young)                                               | Aladdin 142/143            | 2. Apr. 1947       | mit Shorty McConnell, Argonne Thornton, Nasir Bakaraat, Rodney Richardson, Lyndell Marshall. New York City |
| East of the Sun (and West of the Moon) (Brooks Bowman)                          | The Sheik of Araby (Ted Snyder – Harry B. Smith – Francis Wheeler) | Aladdin 3016               | 29. Dez. 1947      | mit Gene DiNovi, Chuck Wayne, Curly Russell, Tiny Kahn. WOR Studios, NYC |
| Just Coolin’ (Young)                                                            | Something to Remember You By (Arthur Schwartz – Howard Dietz)      | Aladdin 3057               | 29. Dez. 1947      | mit Gene DiNovi, Chuck Wayne, Curly Russell, Tiny Kahn. Dabei entstand auch eine Version von Tea For Two, zuerst erschienen auf Queen Disc (Q-051). |
| Crazy Over J Z (=Crazy Over Jazz) (Young)                                       | June Bug (Young)                                                   | Savoy 707                  | 28. Juni 1949      | Sextettbesetzung mit Jesse Drakes, Jerry Elliott, Lester Young, Junior Mance, Leroy Jackson, Roy Haynes. |
| Ding Dong (Young)                                                               | Blue’ N’ Bells (Young)                                             | Savoy 786                  | 28. Juni 1949      | mit Jesse Drakes, Jerry Elliott, Lester Young, Junior Mance, Leroy Jackson, Roy Haynes. |
| Polka Dots and Moonbeams (Jimmy Van Heusen – Johnny Burke)                      | Up ’N’ Adam (Young)                                                | Mercury Records 8927       | März 1950          | mit Hank Jones, Ray Brown, Buddy Rich. Up’n’Adam wurde am 17. Sept. 1949 aufgenommen. |
| Deed I Do (Fred Rose – Walter Hirsch)                                           | In a Little Spanish Town (Sam M. Lewis – Joseph Young)             | Mercury 8992               | März 1950          | mit Hank Jones, Ray Brown, Buddy Rich. |
| Too Marvelous For Words (Johnny Mercer – Richard A. Whiting)                    | Encore (Young)                                                     | Mercury 8924               | März 1950          | mit Hank Jones, Ray Brown, Buddy Rich. |
| Count Every Star (Young)                                                        | It All Depends On You (Ray Henderson – Lew Brown – Buddy DeSylva)  | Norgran 130                | Juli 1950          | mit John Lewis, Joe Shulman, Bill Clark. |
| Thou Swell (Rodgers & Hart)                                                     | Let’s Fall in Love (Harold Arlen – Ted Koehler)                    | Mercury 8963               | 16. Jan. 1951      | Lester Young Quartet mit John Lewis, Gene Ramey, Jo Jones. NYC. |
| September in the Rain (Harry Warren – Al Dubin)                                 | Pete’s Cafe (Young)                                                | Clef Records 89072         | 16. Jan. 1951      | mit John Lewis, Gene Ramey, Jo Jones. |
| Undercover Girl Blues (Young)                                                   | Frenesi Alberto Dominguez – Ray Charles – Bob Russell              | Mercury 8939               | 16. Jan. 1951      | mit John Lewis, Gene Ramey, Jo Jones. |
| Jeepers Creepers (Harry Warren – Johnny Mercer)                                 | Little Pee Blues (Young)                                           | Mercury 89017              | 16. Jan. 1951      | mit John Lewis, Gene Ramey, Jo Jones. Jeepers, Creepers entstand bei der Session im Juli 1950 |
| Lester Swings (Young)                                                           | Slow Motion Blues (Young)                                          | Clef Norgran 138           | 8. März 1951       | mit John Lewis, Gene Ramey, Jo Jones. NYC. |
| A Foggy Day (George Gershwin)                                                   | Down ’N Adam (Young)                                               | Mercury 8946               | 8. März 1951       | mit John Lewis, Gene Ramey, Jo Jones. |
| Almost Like Being In Love (Alan Jay Lerner, Frederick Loewe)                    | There’ll Never Be Another You (Harry Warren – Mack Gordon)         | Mercury 89027              | 4. Aug. 1952       | The Lester Young Quintet, mit Oscar Peterson, J. C. Heard, Ray Brown, Barney Kessel. |
| On the Sunny Side of the Street (Fields – McHugh)                               | I Can’t Get Started (Duke – Gershwin)                              | Clef 89045                 | 4. Aug. 1952       | mit Oscar Peterson, J. C. Heard, Ray Brown, Barney Kessel. |
| Tenderly (Walter Gross – Jack Lawrence)                                         | New D.B. Blues (Young)                                             | Norgran 102                | 11. Dez. 1953      | mit Gildo Mahones, Gene Ramey, Connie Kay |
| Willow Weep for Me (>Ann Ronnell)                                               | Jumpin’ at the Woodside (Basie)                                    | Norgran 112                | 11. Dez. 1953      | mit Gildo Mahones, Gene Ramey, Connie Kay. |
| Can’t We Be Friends (Kay Swift – Paul James)                                    | Oh, Lady Be Good (Gershwin – Gershwin)                             | Norgran 121                | 11. Dez. 1953      | mit Gildo Mahones, Gene Ramey, Connie Kay. |
| Another Mambo (Young)                                                           | I’m in the Mood for Love (Dorothy Fields – Jimmy McHugh)           | Norgran 133                | 10. Dez. 1954      | mit Jesse Drakes, Gildo Mahones, John Ore, Connie Kay. |